# クロカンブッシュ

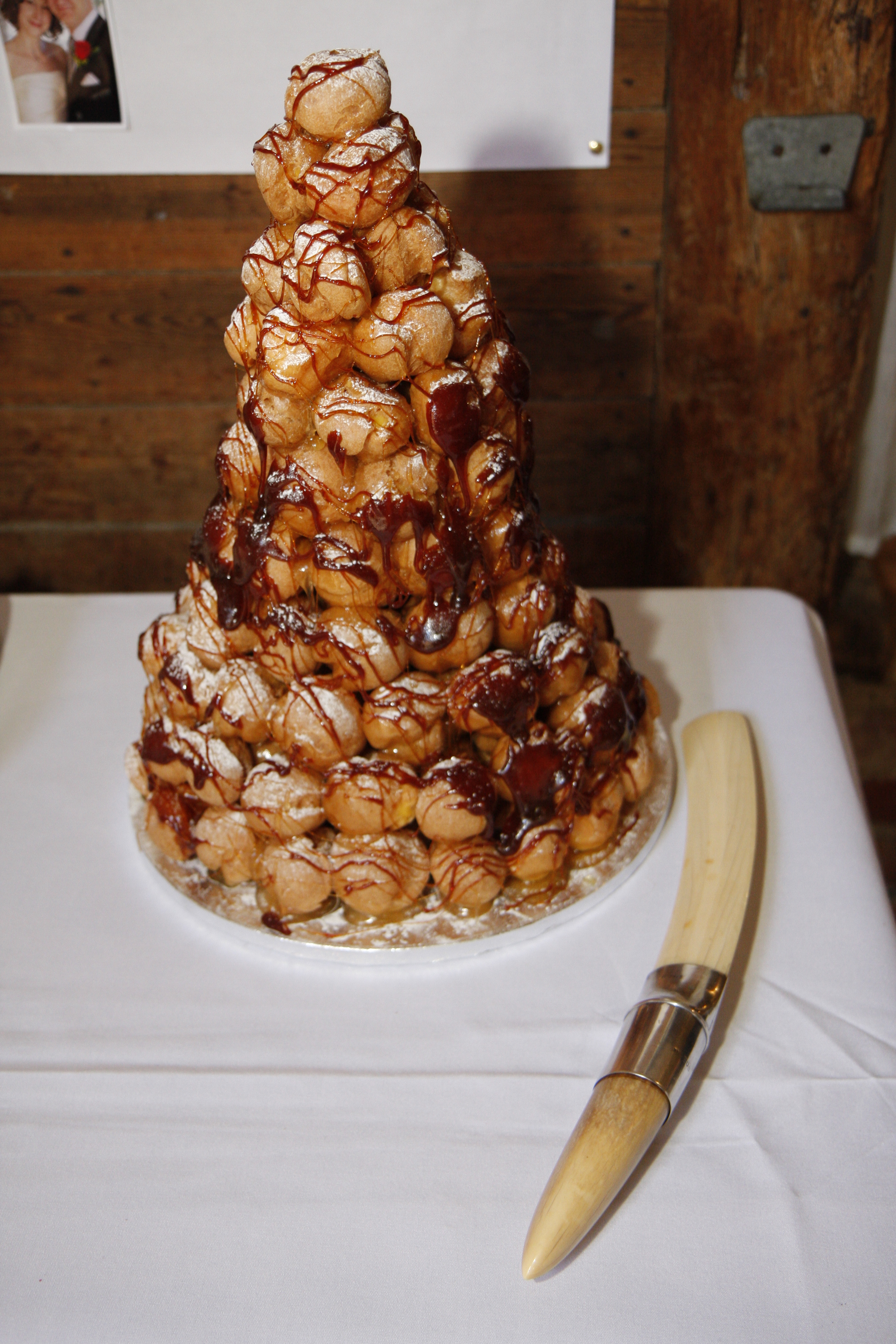
クロカンブッシュ

クロカンブッシュ（仏: croquembouche）はフランスのシュー皮で出来た菓子。
名称はフランス語の"croque en bouche"で、糖衣やシューが口（bouche）の中（en）でカリッと（croque）崩れる様子を表す。"Croquenbouche"または"croquebouche"とも表記される。「サント・ノーレ」（Saint-Honoré）と呼ばれることもある。

## 概要

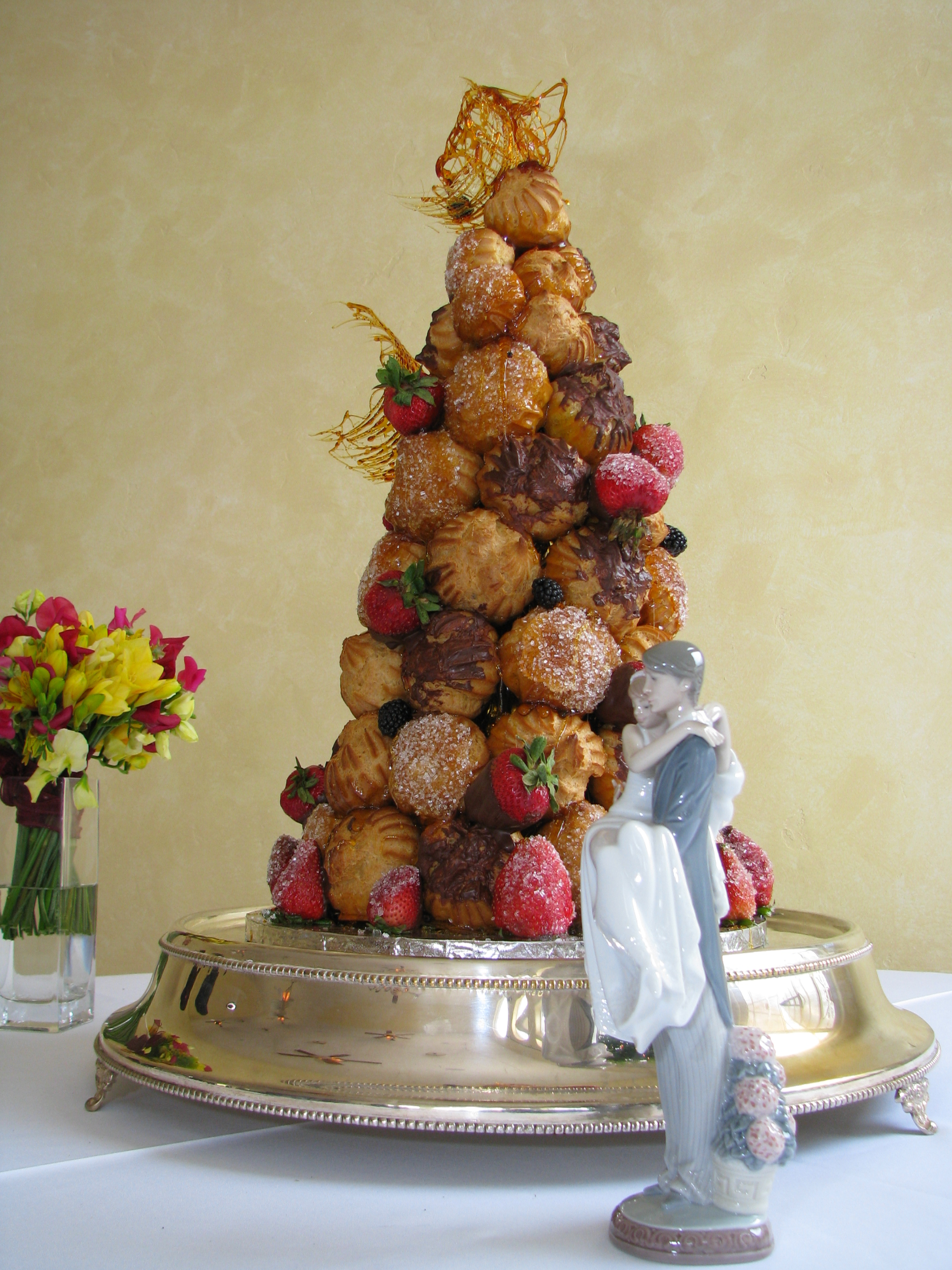
ウェディングケーキ版クロカンブッシュ

台の上に、カスタードクリームを入れた小さなシューを飴やカラメルなどの糖衣で貼り付けながら円錐型に積み上げた飾り菓子。フランスではウエディングケーキとして使われる。シューはキャベツを表し、子孫繁栄の願いと豊かな収穫を願う物である。二人で持った木槌で割りながら分けて参列客に配る。クロカンブッシュの頂上には夫婦の像やドラジェや飴細工のバラを飾る。シューが祝福してくれる人々をあらわすとも言われ、できる限り高くする傾向にある。また洗礼式やクリスマスケーキなど、結婚式以外のお祝い事にも使われる祝い菓子である。「ピエスモンテ」（Pièce montée）の一種とされる。

## 余談
- 『ONE PIECE』の登場人物ビッグ・マムのエピソードにクロカンブッシュについて印象的なエピソードがある。
- TVアニメ『夢色パティシエール』-recette 12「七年目のメリークリスマス」はクロカンブッシュの存在が話に重要な役割を果たしている。